# Krasnogorsk (obwód sachaliński)
Krasnogorsk (ros. Красногорск) – wieś w Rosji, w obwodzie sachalińskim, w rejonie tomarińskim. W 2010 liczyła 2969 mieszkańców.